# فاي جلين عبد الله
فاي قلين عبد الله (بالإنجليزية: Faye Glenn Abdellah)‏ (13 مارس 1919م - 24 فبراير 2017م)، باحثة رائدة في علوم التمريض، وفي عام 1974 أصبحت أول ضابط مُمرض في الولايات المتحدة يحصل على رُتبة أدميرال بنجمتين، وقد ساعدت أبحاثُها في تغيير النَظرة حولَ علوم التَمريض من التَركيز على المَرض إلى التَركيز والاهتمام بالمَريض.

## الجوائز والتشريفات
- 2012: المُجنّد مِن قاعة مشاهير النقابة الأمريكية للمُمرضين.[4]
- 2000: المُجنّد مِن قاعة مشاهير المرأة الوَطنية.[5]
- 1994: الأسطورة الحية من الأكاديمية الأمريكية للتمريض.[6]

## المَراجع
1. 1 2   https://www.aannet.org/about/fellows/living-legends. {{استشهاد ويب}}: |url= بحاجة لعنوان (مساعدة) والوسيط |title= غير موجود أو فارغ (من ويكي بيانات) (مساعدة)
2. ↑   https://www.womenofthehall.org/inductee/faye-glenn-abdellah/. {{استشهاد ويب}}: |url= بحاجة لعنوان (مساعدة) والوسيط |title= غير موجود أو فارغ (من ويكي بيانات) (مساعدة)
3. ↑  A Few Good Women: America's Military Women from World War I to the Wars in ... - Evelyn Monahan, Rosemary Neidel-Greenlee - Google Books نسخة محفوظة 06 مايو 2016 على موقع واي باك مشين.
4. ↑   https://web.archive.org/web/20160304055601/http://www.nursingworld.org/DocumentVault/PressReleases/2012HallFame.pdf. مؤرشف من الأصل (PDF) في 4 مارس 2016. اطلع عليه بتاريخ أكتوبر 2020. {{استشهاد ويب}}: تحقق من التاريخ في: |تاريخ الوصول= (مساعدة) والوسيط |title= غير موجود أو فارغ (مساعدة)
5. ↑  Home - National Women’s Hall of Fame نسخة محفوظة 04 أكتوبر 2013 على موقع واي باك مشين.
6. ↑  "Living Legends Complete List". مؤرشف من الأصل في 2013-05-01.